# سنديان بوينتوني
سنديان بوينتوني (الاسم العلمي: Quercus boyntonii)، نوع نبات من جنس السنديان وفصيلة الزانية. هو نوع نادر من أمريكا الشمالية من خشب البلوط. في الوقت الحاضر، ويوجد فقط في ولاية ألاباما، على الرغم من أن السجلات التاريخية تقول أنها تنبت في ولاية تكساس في السابق أيضا. يطلق عليه عادة سنديان بوينتون الرملي.